# Dindri
Dindri ili Dzindri je grad na otoku Anjouan na Komorima. To je 16. grad po veličini na Komorima i 12. na Anojuanu.